# Lambros Katsonis
Lambros Katsonis, auch Lampros Katsonis (griechisch Λάμπρος Κατσώνης, * 1752 in Livadia; † 1804 in Moskau) war ein griechischer Freiheitskämpfer und Admiral.

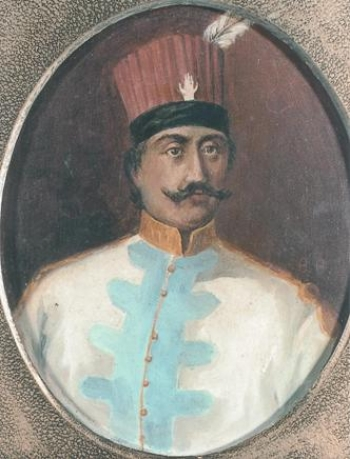
Lambros Katsonis

## Leben
Katsonis stammte aus Livadia in Zentralgriechenland, das damals zum Osmanischen Reich gehörte. Seine Familie wurde von den Türken verfolgt und flüchtete mit ihm, als er noch ein Kind war, auf die ionischen Inseln, die nicht unter osmanischer Herrschaft standen. Katsonis stellte sich später in den Dienst der russischen Marine. Zu Beginn des 6. Russischen Türkenkriegs 1787 befehligte er ein russisches Kriegsschiff im Schwarzen Meer. Durch einige waghalsige Aktionen gegen osmanische Schiffe gewann er militärische Anerkennung und der Feldmarschall und Berater der russischen Zarin Grigori Potjomkin wurde auf ihn aufmerksam.
Im Auftrag von Katharina II. ging er nach Griechenland, um Vorbereitungen für einen griechischen Aufstand, die Orlow-Revolte, zu treffen. Dabei begegnete er u. a. dem Freiheitskämpfer Georgios Androutsos. Später ging er nach Triest, wo er mit Hilfe dort lebender Griechen drei Fregatten ausrüstete und von dort in die Ägäis stach. Dort griff er türkische Schiffe an und fügte ihnen empfindliche Verluste zu. Zudem kaperte er in dieser Zeit 12 weitere Schiffe und vergrößerte seine Flotte somit auf 15 Schiffe. Es schlossen sich seiner Flotte Schiffe der Kapitäne Psaros und Tamaras an, und seine Flotte vergrößerte sich auf mehr als 20 Schiffe. Auf den Inseln entstand ein Netz geheimer Versorgungsbasen für seine Flotte. Katsonis griff mit seinen Schiffen türkische Stützpunkte auf den Inseln an, wie z. B. auf der Insel Kastellorizo. Hauptbasis in der Ägäis wurde die Insel Kea. In dieser Zeit verloren die Osmanen die Kontrolle über die Ägäis.
Katsonis Flotte segelte auch in das östliche Mittelmeer, nach Zypern, Syrien und Ägypten und versenkte zahlreiche Schiffe unter türkischer Flagge; andere wurden gekapert und der Flotte angeschlossen.
Im Jahr 1788 entsandte der Sultan die osmanische Flotte in die Ägäis, mit dem Auftrag, Katsonis Flotte zu finden und zu vernichten. Ende August desselben Jahres trafen die beiden Flotten in der Nähe der Insel Karpathos aufeinander. Es kam zu einem schweren Gefecht, das mehrere Stunden dauerte. Trotz der zahlenmäßigen Unterlegenheit der Flotte von Katsonis erlitten die türkischen Schiffe schwere Verluste und wurden in die Flucht geschlagen. Nach dem Sieg erkannte Russland Katsonis’ Flotte als Teil der russischen Flotte an, und Katsonis wurde zum Admiral ernannt.
Im Oktober 1788 kehrte Katsonis zu seinem Stützpunkt in Triest zurück. Dort bereitete er zusammen mit Psaros und Tamaras weitere Pläne vor und rekrutierte weitere griechische Freiwillige für seine Flotte, die immer größer wurde.
Inzwischen erhob Frankreich gegen Katsonis den Vorwurf der Piraterie und verlangte seine Verhaftung. Aufgrund des französischen Drucks wurde Katsonis im Januar 1789 von den österreichischen Behörden verhaftet, jedoch bereits im März 1789 nach Intervention von Potjomkin wieder freigelassen.
Nach seiner Freilassung ging Katsonis nach Ithaka, wo er seinen Freund Georgios Androutsos traf und mit ihm militärische Aktionen plante. Als Ausdruck der Freundschaft zwischen beiden wurde die Taufpatenschaft von Katsonis für Androutsos Sohn Odysseas. Nachdem er Ithaka verlassen hatte, kaperte er weitere Schiffe und gliederte sie der Flotte an. In dieser Zeit ließ ihm der Sultan einen Brief zukommen, in dem er Katsonis als „mannhaften Helden“ bezeichnete und ihm Amnestie anbot, wenn er sich in seine Dienste stellte. Dabei versprach er Katsonis und seinen Männern viel Gold und Ländereien. Katsonis aber, dem es um die Freiheit Griechenlands ging, lehnte ab. Nachdem der Sultan die Antwort von Katsonis erhalten hatte, entsandte er erneut die osmanische Flotte in die Ägäis.
Anfang Juni 1789 kam es bei den Kykladen zu einer weiteren Seeschlacht. Erneut ging Katsonis Flotte dabei als Sieger hervor. Im Frühling des Jahres 1790 kam es zur dritten Seeschlacht zwischen den beiden Flotten. Diesmal erlitt die Flotte von Katsonis schwere Verluste und musste sich zurückziehen. Im Jahr 1790 unterschrieben Russland und das Osmanische Reich einen Waffenstillstand, und Katsonis erhielt die Mitteilung, keine weiteren Angriffe mehr zu unternehmen. Katsonis weigerte sich jedoch. Am 26. Mai 1790 griff er osmanische und französische Kriegsschiffe im Hafen von Porto Kagio auf dem Peloponnes an. Dabei wurde er von Truppen von Androutsos von der Landseite her unterstützt. Die Kämpfe dauerten drei Tage und hatten auf beiden Seiten schwere Verluste zur Folge. Danach zogen sich die Schiffe von Katsonis zurück. Androutsos durchzog mit Hilfe lokaler Freiheitskämpfer den Peloponnes Richtung Zentralgriechenland und kehrte nach Ithaka zurück. Dort wurde er von den Venezianern verhaftet und an die türkischen Behörden ausgeliefert, die ihn in Konstantinopel zu Tode folterten.
Katsonis ging nach Russland und lebte dort bis zu seinem Tod im Jahr 1804.